# Helius (Helius) anaemicus
Helius (Helius) anaemicus is een tweevleugelige uit de familie steltmuggen (Limoniidae). De soort komt voor in het Oriëntaals en Australaziatisch gebied.